# Abaiara
Abaiara este un oraș în statul Ceará (CE) din Brazilia. La recensământul din 2007, Abaiara avea o populație de 10,227 de locuitori. Abaiara are o suprafață de 180 km².